# 陈昊乡
陈吴乡，是中华人民共和国河南省洛陽市洛宁县下辖的一个乡镇级行政单位。1958年设陈昊公社，1984年改乡。位于县境东部，距县城6.3公里，面积161.7平方公里，人口3万。农业主产小麦、玉米、红薯、烟叶。金门淡竹遍布全乡，为竹编原料，生产燕帘出口。谷圭香瓜誉称“香十里”。有禄地龙山文化遗址、坡头早商文化遗址。

## 行政区划
陈吴乡下辖以下地区：
陈吴村、韦寨村、雷寨村、程寨村、南地村、坡头村、西寨子村、东寨子村、禄北村、上沟村、小原村、禄南村、中益村、东原村、德里村、谷圭村、下王召村、寨根村、上王召村、新村、月山原村、庙上村、王召寨村、上西沟村、观湾村、金山庙村、王阳村和沙坡岭村。